# Hanna Veres
Hanna Ivanovna Veres ( em ucraniano:  Га́нна Іва́нівна Ве́рес; 21 de dezembro de 1928 - 11 de junho de 2003) foi uma artista popular ucraniana, bordadora e tecelã. Ela era filha da artista e tecelã, Maria Posobchuk, e mãe das artistas Valentina e Elena Veres. Ela foi premiada com o Prêmio Nacional Shevchenko com Anna Vasylashchuk em 1968.

## Biografia
Hanna Ivanovna Veres nasceu em 21 de dezembro de 1928 na aldeia de Obukhovychi, no distrito de Vyshhorod, na região de Kiev. Sua mãe era a artista, Maria Posobchuk. Veres teve duas filhas, Valentina e Elena Veres, ambas também se tornaram artistas. De acordo com o historiador NM Nevega, Posobchuk ensinou à filha muitas de suas habilidades.
Veres morava em Kiev, em uma casa na Bastionny Lane. Ela morreu em Obukhovichi em 11 de junho de 2003.

## carreira artística
Especialista no campo das artes têxteis decorativas, especialmente bordados artísticos, Veres criou toalhas de tecido tradicionais polonesas, além de tecidos e painéis decorativos. As toalhas são um tecido tradicional ucraniano: são usadas como uma superfície especial para servir comida e muitas são oferecidas como presentes em momentos importantes da vida. Ela fundou o Museu de Tecelagem Folclórica em Ivankiv, inaugurado em 1988 e fechado em 1992. Seus trabalhos viajaram para a América do Norte, onde foram exibidos em Toronto e Montreal.
De 1966 a 1968 ela fez uma série de têxteis ornamentais, dedicados a Taras Shevchenko. A edição de 1971 de Kobzar de Shevchenko é ilustrada com reproduções de suas toalhas co-produzidas com Hanna Vasylashchuk [uk]. Os filmes Lyada (1974, " Kyivnaukfilm "), A Flax Blooms (1980, "Ukrtelefilm") são dedicados à obra de Veres.

### trabalhos

#### roupas decorativas
- "Ukraine, my mother" (1956)
- Reapers Reap (1962)
- "Ukraine, my mother" (1966)
- Golden Autumn (1966)
- "Flowers, Ukraine" (1967)
- "Our Thought, Our Song" (1967)
- "In a free, new family" (1969)
- "Soviet Ukraine" (1971)
- Generosity (1973)
- Chornobyl Bells (1988)
- Lightning (1990)

#### fabricas decorativas
- "Our Thought, Our Song" (1965)
- "Flowers of Polissya" (1967)
- "Kyiv – Garden" (1975)
- "Happiness of the Earth" (1985)

#### Painéis
- "Famous, Fatherland" (1978, Hotel "Ukraine" in Moscow )
- "Memory of the Fiery Years" (1984)
- "April, Ukraine" (1984)
- "Space Next" (1990)
- "Mom's Cherry" (1990)
- "The Chernobyl Tragedy" (1991, dedicated to the Chernobyl disaster)

## Prêmios e reconhecimento
- Ordem do Distintivo de Honra.
- Membro da União dos Artistas Soviéticos da Ucrânia desde 1965.
- Prêmio Shevchenko em 1968;[5] junto com Anna Vasylaschuk para uma série de toalhas folclóricas ucranianas criadas em 1965–1967).[9]
- Mestre Homenageado de Arte Popular da URSS desde 1977.[5]
- Artista do Povo da Ucrânia desde 1995.[1]
- Membro da União Nacional dos Mestres de Arte Popular da Ucrânia desde 1999.

## Legado
As obras de Veres são mantidas no Museu Nacional Taras Shevchenko, na Reserva Nacional Shevchenko em Kaniv e no Museu Nacional de Arte Decorativa Folclórica, bem como em outros locais.
De acordo com os primeiros relatórios, em 27 de fevereiro de 2022, as obras de Veres estavam entre as destruídas quando o Museu Histórico e de História Local de Ivankiv foi incendiado durante a Batalha de Ivankiv, um confronto militar durante a invasão russa da Ucrânia em 2022. Outras obras destruídas ao lado incluíam pinturas de Maria Prymachenko.